# Rayo OKC
Rayo OKC, właśc. Rayo Oklahoma City – amerykański klub piłkarski z siedzibą w Oklahoma City.

## Historia
Klub został założony 10 listopada 2015 i w sezonie 2016 wystartował w lidze NASL, stanowiącej drugi poziom ligowy w USA. Po zakończeniu tamtej edycji rozgrywek został rozwiązany.

### Historia występów w lidze i pucharze
| Sezon | NASL   | NASL    | NASL | NASL | NASL | NASL | NASL | NASL | NASL | Ogólnie | Faza playoff | U.S. Open Cup | Najlepszy strzelec | Najlepszy strzelec | Trenerzy                |
| Sezon | Runda  | Miejsce | M    | Z    | R    | P    | GZ   | GS   | Pkt. | Ogólnie | Faza playoff | U.S. Open Cup | Imię i nazwisko    | Gole               | Trenerzy                |
| ----- | ------ | ------- | ---- | ---- | ---- | ---- | ---- | ---- | ---- | ------- | ------------ | ------------- | ------------------ | ------------------ | ----------------------- |
| 2016  | Wiosna | 8.      | 10   | 3    | 3    | 4    | 11   | 12   | 12   | 4.      | Półfinał     | III runda     | Michel             | 14                 | Alen Marcina Gerard Nus |
| 2016  | Jesień | 4.      | 22   | 9    | 8    | 5    | 28   | 21   | 35   | 4.      | Półfinał     | III runda     | Michel             | 14                 | Alen Marcina Gerard Nus |

## Reprezentanci kraju grający w klubie
|  | - Mamadou Danso - Derek Boateng - Jorgos Samaras - Moisés Hernández - Marvin Chávez - Érick Norales |  | - Ryan Johnson - Daniel Fernandes - Richard Menjivar - Robbie Findley - Billy Forbes |